# Pterella vadoni
Pterella vadoni är en tvåvingeart som först beskrevs av Seguy 1963.  Pterella vadoni ingår i släktet Pterella och familjen köttflugor.
Artens utbredningsområde är Madagaskar. Inga underarter finns listade i Catalogue of Life.